# Pyropteron
Genre
Pyropteron est un genre de lépidoptères (papillons) de la famille des Sesiidae, sous-famille des Sesiinae, et de la tribu des Synanthedonini.

## Systématique
- Le genre Pyropteron a été décrit par l’entomologiste britannique Edward Newman en 1832[1].
- L'espèce type pour ce genre est Pyropteron chrysidiforme (Esper, 1782)

### Synonymie
- Pyropterum Agassiz, 1846
- Synansphecia Capuse, 1973, considéré comme un sous-genre depuis 2004[2].

## Taxinomie
Liste des sous-genres, espèces et sous-espèces
Sous-genre Pyropteron Newman, 1832
- Pyropteron biedermanni  Le Cerf, 1925
- Pyropteron ceriaeforme (Lucas, 1849)
- Pyropteron chrysidiforme (Esper, 1782)

Pyropteron chrysidiforme chrysidiforme (Esper, 1782)
Pyropteron chrysidiforme siculum Le Cerf, 1922
- Pyropteron doryliforme (Ochsenheimer, 1808)
- Pyropteron minianiforme (Freyer, 1843)

Pyropteron minianiforme minianiforme (Freyer, 1843)
Pyropteron minianiforme destitutum (Staudinger, 1894)
Pyropteron minianiforme aphrodite Bartsch, 2004
Sous-genre Synansphecia Capuse, 1973
- Pyropteron hispanicum (Kallies, 1999:92)
- Pyropteron maroccanum (Kallies, 1999)
- Pyropteron meriaeforme (Boisduval, 1840)

Pyropteron meriaeforme meriaeforme (Boisduval, 1840)
Pyropteron meriaeforme venetense (Joannis, 1908)
- Pyropteron triannuliforme (Freyer, 1842)
- Pyropteron atlantis (Schwingenschuss, 1935)
- Pyropteron borreyi (Le Cerf, 1922)
- Pyropteron koschwitzi (Špatenka, 1992)
- Pyropteron muscaeforme (Esper, 1783)

Pyropteron muscaeforme muscaeforme (Esper, 1783)
Pyropteron muscaeforme occidentale (Joannis, 1908)
Pyropteron muscaeforme lusohispanicum Lastuvka & Lastuvka, 2007
- Pyropteron atypicum  Kallies & Špatenka, 2003
- Pyropteron cirgisum (Bartel, 1912)
- Pyropteron koshantschikovi (Püngeler, 1914)
- Pyropteron umbriferum (Staudinger, 1871)
- Pyropteron affine (Staudinger, 1856)

Pyropteron affine affine (Staudinger, 1856)
Pyropteron affine erodiiphagum (Dumont, 1922)
- Pyropteron aistleitneri (Špatenka, 1992)
- Pyropteron kautzi (Reisser, 1930)
- Pyropteron leucomelaena (Zeller, 1847)
- Pyropteron hera (Špatenka, 1997)
- Pyropteron mannii (Lederer, 1853)